# Кох, Ганс Райнхард
Ганс Райнхард Кох (нем. Hans-Reinhard Koch, 27 ноября 1929, Leinefelde, Айхсфельд — 25 апреля 2018, Эрфурт) — немецкий римско-католический прелат. Рукоположен в сан священника в 1955 году, он служил титулярным епископом Мидианы и вспомогательным епископом Римско-католической епархии Эрфурта, Германия, с 1985 по 2004 год.

## Ранние годы и образование
Кох родился в Лайнефельде в Тюрингии в семье дантиста Адольфа Коха и домохозяйки Марии Кох. В семье было два ребёнка старше него, и два ребёнка младше него. После начальной школы в Лайнефельде он закончил среднюю школу в Хайлигенштадте и Дудерштадте, где в 1950 году получил аттестат зрелости. Он продолжал изучать богословие в семинарии в Фульде, Эрфурте и аббатстве Незель.

## Карьера
Он был рукоположен в священники епископом Йозефом Фройсбергом в 1955 году в Эрфуртском соборе. После работы капелланом в Нордхаузене он получил должность в Кёлледе, где работал пастором по делам молодёжи в районе Зёммерда. В 1965 году он начал работать в семинарии в Эрфурте, где был главным по обучению священников. В 1968 году он начал работать в епархиальной канцелярии, где стал администратором для священников и мирян. С 1983 года служил соборным священником в Эрфуртском соборе.
Он был назначен вспомогательным апостольским администратором Эрфурт-Майнингена и титулярным епископом Медианы в мае 1985 года и рукоположен в епископы апостольским администратором и титулярным епископом Иоахимом Ванке 6 июля 1985 года. Когда в 1994 году этот район стал римско-католической епархией Эрфурта, Кох стал вспомогательным епископом у Ванке. Его девиз как епископа «Illum oportet crescere» был взят из Иоанна 3:30 («Ему должно расти, а мне умаляться»). Он вышел на пенсию в 2004 году в возрасте 75 лет, что является установленным законом пенсионным возрастом в епархии.

## Личная жизнь и награды
После выхода на пенсию Кох продолжал жить в Эрфурте. Он любил читать и рисовать. В 2013 году, когда ему было более 80 лет Кох совершил паломничество в церковь Клюшен Хагис.
Он много лет служил в правлении немецкой Каритас (Deutscher Caritasverband). В 2009 году он был удостоен высшей награды организации Silbernen Brottellers. В 2010 году получил орден «За заслуги перед Свободным государством Тюрингия» от Кристины Либеркнехт.
21 апреля 2018 года Кох был найден без сознания в своём доме. У него диагностировали внутричерепное кровоизлияние. Кох так и не пришёл в сознание и умер 25 апреля 2018 года в возрасте 88 лет.